# Rachael Lampa
Rachael Lampa (8 januari 1985) is een Amerikaans gospelzangeres.
Rachael Lampa had al toen ze klein was talent voor zingen. Op haar veertiende werd ze ontdekt, en kwam ze onder contract bij Word Records. Sindsdien heeft ze verschillende cd's uitgebracht. Naast zingen schrijft ze ook zelf nummers.

## Discografie
- Live For You (2000)
- Kaleidoscope (2002)
- Blur (2002)
- Rachael Lampa (2004)